# Phác đao
Phác đao (tiếng Trung: 撲刀) là một loại vũ khí lạnh thời phong kiến ở Trung Quốc, ngày nay vẫn còn được sử dụng trong tập luyện nhiều môn võ thuật Trung Hoa. Phác đao được biết đến như là một loại vũ khí để chặt chân ngựa do nó đã được dùng để cắt chân ngựa trong các trận hỗn chiến.
Lưỡi của phác đao có hình dạng giống như lưỡi của các loại đao khác, nhưng phần cán của nó dài hơn, thường là tới 2 m (6 ft) với mặt cắt ngang có dạng tròn. Phiên bản phức tạp hơn của loại vũ khí này đôi khi còn được gọi là quan đao hay yển nguyệt đao.